# Sinornithomimus dongi
Sinornithomimus dongi es la única especie conocida del género extinto Sinornithomimus ("imitador de aves chino") de dinosaurio terópodo ornitomímido, que vivió a mediados del período Cretácico, hace aproximadamente 92 millones de años durante el Turoniense, en lo que hoy es Asia. Los primeros restos se encontraron en 1997, en los estratos del Cretácico Superior de la Formación Ulansuhai ubicada en Alshanzuo Banner, Región Autónoma de Mongolia Interior, norte de China.

## Descripción
Sinornithomimus era un pequeño ornitomimido que medía 2,5 metros de largo y pesaba alrededor de 91 kilogramos con un cuello y una cabeza relativamente cortos para un miembro de ese grupo. Como rasgo único y distintivo poseía aberturas en el hueso cuadrado, con una hoja vertical que dividía al hueso, incluida en un hoyo del cuadrado y una depresión en trasera del proceso del hueso parietal. Se cree que fue un herbívoro  apoyado por la presencia gastrolitos, pues tales piedras fueron encontradas como masas visibles en las áreas del estómago de los esqueletos fósiles. Esta especie era gregaria, algo corroborado por la disposición de los fósiles que se encuentran en un pequeño lecho de huesos de los individuos juveniles que están casi en la misma edad. Esto además está apoyado por el aumento de la capacidad corredora del animal que progresaba en su crecimiento, siendo las proporciones de los adultos más propias del tipo corredor, poseyendo la parte inferior de las piernas relativamente más largas. Se supone que los adultos protegían a los jóvenes del ataque de los depredadores formando grupos familiares. Una expedición de 2001 llevó al descubrimiento de una manada de jóvenes Sinornithomimus fosilizados, en el desierto de Gobi en la Mongolia Interior occidental. Un estudio de 2008, argumenta que la manada juvenil sugiere que dejaban a los individuos no maduros para protegerse por sí mismos después de que los adultos los protegieran en el nido. Sus posiciones sugieren que murieron juntos y a lo largo de un intervalo de tiempo reducido.

## Descubrimiento e investigación
Los primeros restos fósiles de Sinornithomimus fueron descubiertos por Dong Zhiming en la Formación Ulansuhai como parte del Proyecto Internacional de Dinosaurios Mongol Highland en 1997. Contenían al menos catorce esqueletos encontrados en estrecha asociación, nueve de los cuales están casi completos y relativamente sin triturar. El hallazgo consistió en tres especímenes subadultos a adultos y once juveniles. El estado intacto de los huesos, conservados en limolita intercalada con capas de arcilla y la ausencia de evidencia de movimiento post mortem, argumentan a favor de un evento catastrófico que mató a todos los individuos presentes en el hallazgo de forma simultánea e instantánea. Los restos fósiles consisten en al menos catorce esqueletos encontrados en una cercana asociación, nueve de ellos casi completos y relativamente intactos. El hallazgo consistió en tres especímenes de subadultos a adultos y once jóvenes, descritos por Kobayashi y Lü en 2003. El buen estado de los huesos, preservado dentro de rocas sedimentarias mezcladas con capas de arcilla y la ausencia de evidencia de movimiento post mortem, está a favor de un acontecimiento catastrófico que mató a todos los individuos presentes en el hallazgo simultánea e instantáneamente.
La especie tipo Sinornithomimus dongi fue nombrada y descrita por Yoshitsugu Kobayashi y Lü Junchang en 2003. El nombre genérico significa "imitador de pájaro chino", mientras que el descriptor específico honra a Dong como el descubridor de los fósiles. El holotipo , IVPP-V11797-10, es uno de los esqueletos subadultos. Los otros esqueletos han sido asignados como paratipos.
Una segunda expedición en 2001 en el mismo sitio condujo al descubrimiento de otra manada fosilizada de trece juveniles y subadultos de Sinornithomimus. Su ubicación sugiere que murieron juntos y durante un breve intervalo, probablemente después de haber quedado empantanados en el lodo de un pozo de agua que se estaba secando. El segundo descubrimiento también consistió en gran medida en ejemplares casi intactos que convirtieron a Sinornithomimus en el ornitomimido más conocido.

## Clasificación
Sinornithomimus es un ornitomímido basal que fue considerado por los autores como más derivado que el Archaeornithomimus, pero análisis posteriores revirtieron esta visión. La estructura de la mano es similar a la de Archaeornithomimus representando una posición intermedia entere el ornitomimosauriano Harpymimus y los más avanzados ornitomímidos. Sinornithomimus posee algunas sinapomorfias plesiomorficas de los ornitomímidos , mientras que también se distingue a los ornitomímidos asiáticos de los norteamericanos por el rhamphoteca, basados en el maxilar cubiertos de foramnenes vasculares encontrado en estos últimos.

### Filogenia
El siguiente cladograma sigue al de Xu y colegas en 2011.

|  | Anserimimus |
|  |             |
|  | Gallimimus  |
|  |             |

|         | Qiupalong                                                      |
|         |                                                                |
| unnamed | \| \| Struthiomimus \| \| \| \| \| \| Ornithomimus \| \| \| \| |
|         | \| \| Struthiomimus \| \| \| \| \| \| Ornithomimus \| \| \| \| |
|         | Struthiomimus                                                  |
|         |                                                                |
|         | Ornithomimus                                                   |
|         |                                                                |

|  | Struthiomimus |
|  |               |
|  | Ornithomimus  |
|  |               |

|  | Anserimimus |
|  |             |
|  | Gallimimus  |
|  |             |

|         | Qiupalong                                                      |
|         |                                                                |
| unnamed | \| \| Struthiomimus \| \| \| \| \| \| Ornithomimus \| \| \| \| |
|         | \| \| Struthiomimus \| \| \| \| \| \| Ornithomimus \| \| \| \| |
|         | Struthiomimus                                                  |
|         |                                                                |
|         | Ornithomimus                                                   |
|         |                                                                |

|  | Struthiomimus |
|  |               |
|  | Ornithomimus  |
|  |               |

|  | Anserimimus |
|  |             |
|  | Gallimimus  |
|  |             |

|         | Qiupalong                                                      |
|         |                                                                |
| unnamed | \| \| Struthiomimus \| \| \| \| \| \| Ornithomimus \| \| \| \| |
|         | \| \| Struthiomimus \| \| \| \| \| \| Ornithomimus \| \| \| \| |
|         | Struthiomimus                                                  |
|         |                                                                |
|         | Ornithomimus                                                   |
|         |                                                                |

|  | Struthiomimus |
|  |               |
|  | Ornithomimus  |
|  |               |

|  | Anserimimus |
|  |             |
|  | Gallimimus  |
|  |             |

|         | Qiupalong                                                      |
|         |                                                                |
| unnamed | \| \| Struthiomimus \| \| \| \| \| \| Ornithomimus \| \| \| \| |
|         | \| \| Struthiomimus \| \| \| \| \| \| Ornithomimus \| \| \| \| |
|         | Struthiomimus                                                  |
|         |                                                                |
|         | Ornithomimus                                                   |
|         |                                                                |

|  | Struthiomimus |
|  |               |
|  | Ornithomimus  |
|  |               |

|  | Anserimimus |
|  |             |
|  | Gallimimus  |
|  |             |

|         | Qiupalong                                                      |
|         |                                                                |
| unnamed | \| \| Struthiomimus \| \| \| \| \| \| Ornithomimus \| \| \| \| |
|         | \| \| Struthiomimus \| \| \| \| \| \| Ornithomimus \| \| \| \| |
|         | Struthiomimus                                                  |
|         |                                                                |
|         | Ornithomimus                                                   |
|         |                                                                |

|  | Struthiomimus |
|  |               |
|  | Ornithomimus  |
|  |               |

|  | Anserimimus |
|  |             |
|  | Gallimimus  |
|  |             |

|         | Qiupalong                                                      |
|         |                                                                |
| unnamed | \| \| Struthiomimus \| \| \| \| \| \| Ornithomimus \| \| \| \| |
|         | \| \| Struthiomimus \| \| \| \| \| \| Ornithomimus \| \| \| \| |
|         | Struthiomimus                                                  |
|         |                                                                |
|         | Ornithomimus                                                   |
|         |                                                                |

|  | Struthiomimus |
|  |               |
|  | Ornithomimus  |
|  |               |

|  | Anserimimus |
|  |             |
|  | Gallimimus  |
|  |             |

|         | Qiupalong                                                      |
|         |                                                                |
| unnamed | \| \| Struthiomimus \| \| \| \| \| \| Ornithomimus \| \| \| \| |
|         | \| \| Struthiomimus \| \| \| \| \| \| Ornithomimus \| \| \| \| |
|         | Struthiomimus                                                  |
|         |                                                                |
|         | Ornithomimus                                                   |
|         |                                                                |

|  | Struthiomimus |
|  |               |
|  | Ornithomimus  |
|  |               |

|  | Anserimimus |
|  |             |
|  | Gallimimus  |
|  |             |

|         | Qiupalong                                                      |
|         |                                                                |
| unnamed | \| \| Struthiomimus \| \| \| \| \| \| Ornithomimus \| \| \| \| |
|         | \| \| Struthiomimus \| \| \| \| \| \| Ornithomimus \| \| \| \| |
|         | Struthiomimus                                                  |
|         |                                                                |
|         | Ornithomimus                                                   |
|         |                                                                |

|  | Struthiomimus |
|  |               |
|  | Ornithomimus  |
|  |               |